# تپه عین قلا تپه سی
تپه عین قلا تپه سی مربوط به دوره اشکانیان است و در شهرستان آشتیان، بخش مرکزی، دهستان گرگان، روستای زرنوشه واقع شده و این اثر در تاریخ ۲۰ اسفند ۱۳۸۵ با شمارهٔ ثبت ۱۸۰۱۴ به‌عنوان یکی از آثار ملی ایران به ثبت رسیده است.